# Orden independiente de Odd Fellows

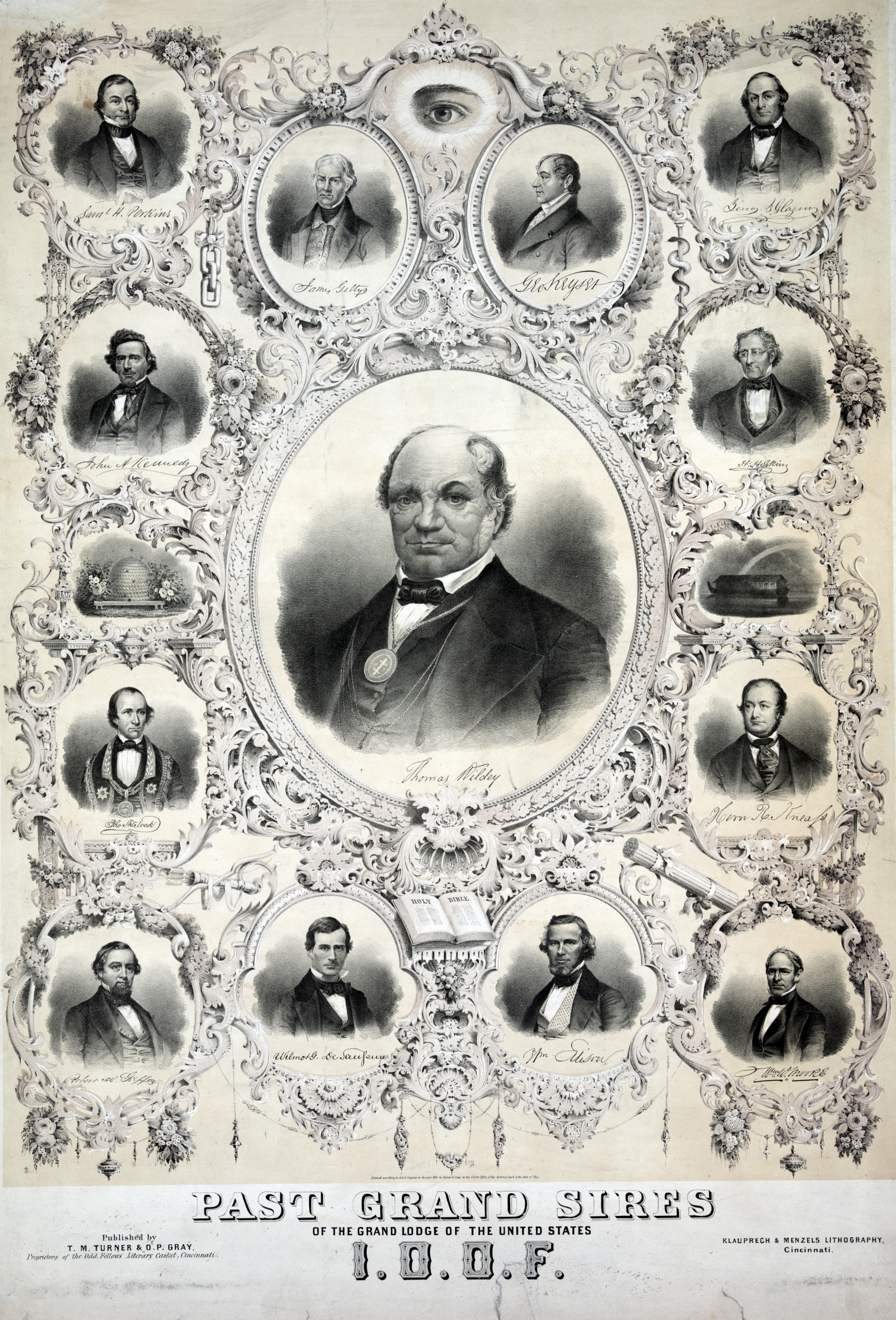
Retratos de los primeros miembros de la orden. En el centro, su fundador, Thomas Wildey.

La Orden independiente de Odd Fellows (en inglés Independent Order of Odd Fellows), abreviada I.O.O.F., es una orden laica de carácter filantrópico y humanitario a nivel internacional. La Orden es neutral en el ámbito confesional y político. Los miembros pueden practicar cualquier religión y participar en la política. Dentro de la Orden están prohibidas las actividades comerciales, confesionales o de partidos políticos.
Los preceptos éticos de la Orden son "visitar a los enfermos, ayudar a los desamparados, enterrar a los muertos y educar a los huérfanos". El emblema de la Orden consiste en tres eslabones de cadena, que simbolizan el lema de "amistad, amor y verdad", el cual compromete a los miembros a hacer obras de caridad y a mostrar una actitud humana y tolerante.

## Expansión del Oddfellismo en América
La expansión del oddfellismo en América se produjo en 1817, cuando Thomás Wildey partió de Inglaterra hacia los Estados Unidos, iniciando en 1819 la orden en Maryland, estado en el cual se había establecido. Wildey tenía experiencia en el oddfellismo ya que con anterioridad había fundado en Londres la Logia Evening Star No. 38, la cual dirigió en dos ocasiones. Esa logia estaba ligada a la Unidad Mánchester. En la creación de la primera logia americana estuvieron junto a Wisley, John Duncan, John Cheathan y Richard Rusworths. La logia recibió el nombre de Washington No. I y estuvo dirigida por el propio Wisley. La carta patente que oficializaba aquella logia fue expedida en 1820 por la Logia Duque de York, de Preston, Inglaterra. Aquella patente otorgaba poderes a la Logia Washington para constituir nuevas logias en suelo americano y expedir dispensas. A partir de ese momento surgieron otras logias en Boston, Filadelfia y Nueva York y se crearon grandes logias en Maryland y otros Estados de la unión. En 1825, como resultado de una reunión efectuada entre las grandes logias de Estados Unidos, los Odd Fellows de ese país acordaron la constitución de la Gran Logia Nacional de los Estados Unidos, separándose de esa forma de Inglaterra. Como figura central de aquella Gran Logia Nacional fue elegido Thomas Wildey. En cuanto al ritual, continuaron realizándolo a semejanza del inglés de Mánchester.

## Cisma del Oddfellismo
En los primeros años de la década de 1840 se produjo la división del oddfellismo americano en dos ramas, los Odd Fellows Unidos y los Odd fellows Independientes, esta última se expandió rápidamente hacia otras regiones y continentes, creándose logias en Hawái, Australia, Nueva Zelandia, Alemania, Canadá, étc. En la década de 1880, los independientes decidieron cambiar su nombre por el de Soberana Gran Logia de la Independiente Orden de Odd Fellows (I.O.O.F.), con soberanía sobre los territorios donde se había expandido esa rama. Entre los objetivos de estas sociedades estaba el cuidar a los enfermos, enterrar a los  fallecidos, educar a los huérfanos, proteger a las viudas, proclamar la amistad, el amor y la verdad como pilares en los cuales debe descansar su labor.